# Antoine Tichit

a Compétitions nationales et continentales officielles uniquement.

b Matchs officiels uniquement.
Dernière mise à jour le 18 août 2024.
Antoine Tichit, né le 13 juin 1989 à Rouen (Seine-Maritime), est un joueur français de rugby à XV qui évolue au poste de pilier gauche au sein du Castres olympique.

## Biographie

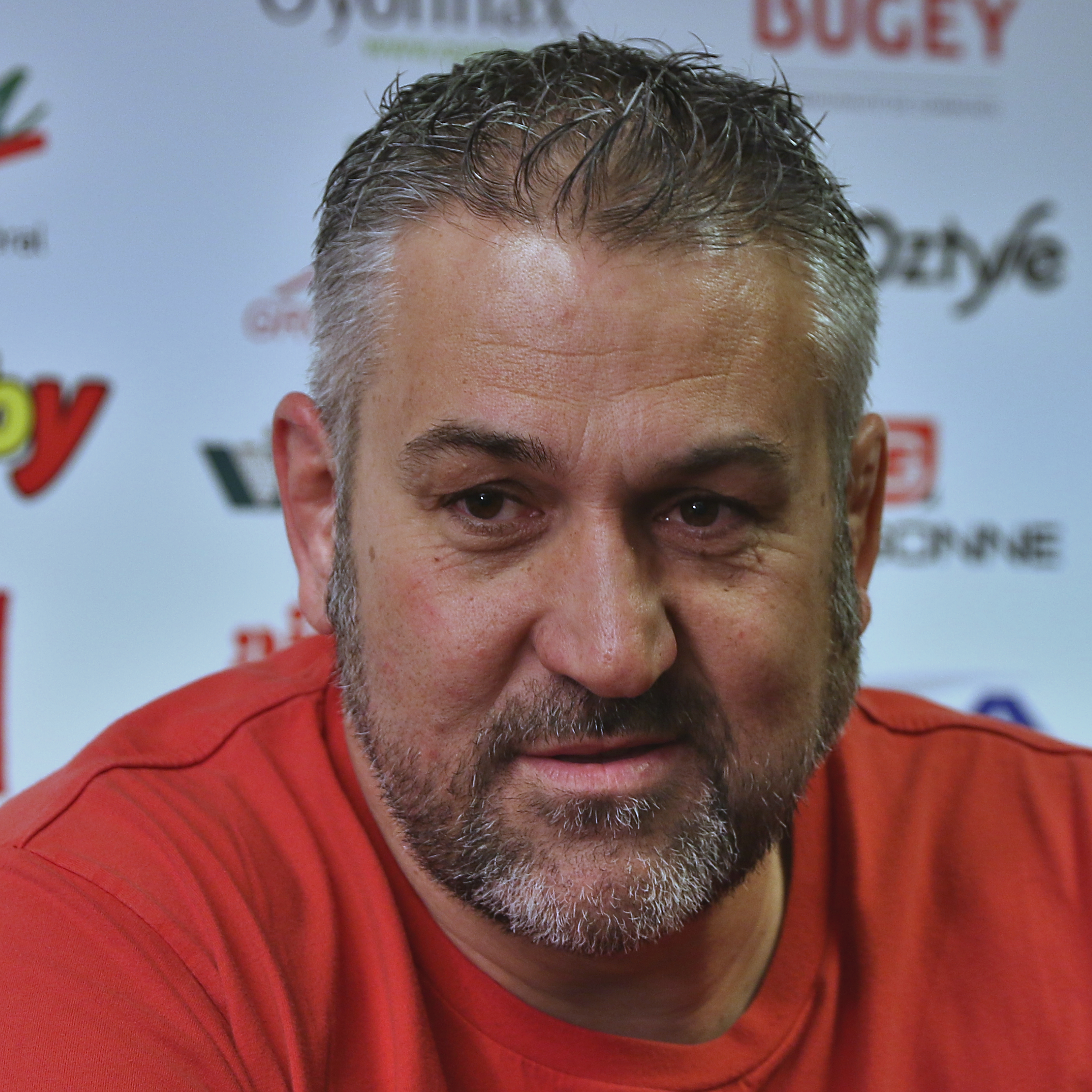
Christophe Urios est le manager d'Antoine Tichit depuis 2009, d'abord à l'US Oyonnax puis au Castres olympique.

Antoine Tichit naît à Rouen en Normandie. Toutefois, il est tout d'abord formé à l'Union athlétique gaillacoise dans le Tarn, où il évolue au poste de troisième ligne centre, il quitte ce dernier lorsque le club dépose le bilan. Il signe au SC Albi dans la foulée.
Puis, il rejoint ensuite le club de l'US Oyonnax en 2008 entraîné par l'ancien talonneur du Castres olympique, Christophe Urios. Rapidement intégré à l'effectif professionnel, Antoine Tichit adhère au management de l'ancien castrais. Il passe six saisons sous ses ordres, dans l'Ain, y devenant champion de France de Pro D2 en 2013 et un pilier gauche de bon niveau,. Il participe ensuite à 48 matchs de Top 14 (dont 28 titularisations) lors de ses deux dernières saisons au club. Oyonnax atteint les barrages du Top 14 2014-2015. La même année, il est élu meilleur pilier gauche de la saison du Top 14 par Rugbyrama.
En juin 2015 dans l'équipe des Barbarians français pour participer à la tournée en Argentine et affronter les Pumas,.
Ayant finalement rejoint le Castres olympique où officie désormais Christophe Urios, Tichit se blesse au début de la saison 2015-2016 et il n'est titularisé que douze fois en Top 14,.
La saison suivante, il devient incontournable dans le onze castrais. Il est titulaire seize fois en championnat où il participe à vingt-cinq rencontres.
En novembre 2017, il est de nouveau sélectionné avec les Baabaas pour affronter les Māori All Blacks au stade Chaban-Delmas de Bordeaux. Les Baa-Baas parviennent à s'imposer 19 à 15.
Il confirme son statut lors de la saison 2017-2018, étant titulaire lors de vingt-six des vingt-sept matchs qu'il joue en championnat et participe aux phases finales, avec au bout, le titre de champion de France acquis en finale face au Montpellier Hérault Rugby.
En juin 2018, il participe une nouvelle fois à la tournée des Barbarians français, coachés par Christophe Urios, qui affrontent les Crusaders puis les Highlanders en Nouvelle-Zélande. Il est titulaire lors du premier test puis remplaçant lors du second, les Baa-baas s'inclinent 42 à 26 à Christchurch puis 29 à 10 à Invercargill.
En janvier 2023, il signe une prolongation de contrat d'une saison, le liant avec le CO jusqu'en 2024.
En novembre suivant, il prolonge de nouveau d'une saison supplémentaire.

## Palmarès

### En club
- Vainqueur du Championnat de France de deuxième division en 2013 avec l'US Oyonnax.
- Vainqueur du Championnat de France en 2018 avec le Castres olympique.
- Finaliste du Championnat de France en 2022 avec le Castres olympique.

### Distinctions individuelles
- Meilleur pilier gauche de la saison 2012-2013 de Pro D2 selon Rugbyrama[17].
- Meilleur pilier gauche de la saison 2014-2015 du Top 14 selon Rugbyrama.